# غو آيه
غو آيه (بالإنجليزية: Go_A)‏ هي فرقة فولكترونيكا أوكرانية.

## وصلات خارجية
- غو آيه على موقع IMDb (الإنجليزية)
- غو آيه على موقع ميوزك برينز (الإنجليزية)
- غو آيه على موقع أول ميوزيك (الإنجليزية)
- غو آيه على موقع ديسكوغز (الإنجليزية)